# 紐西蘭的天然主義

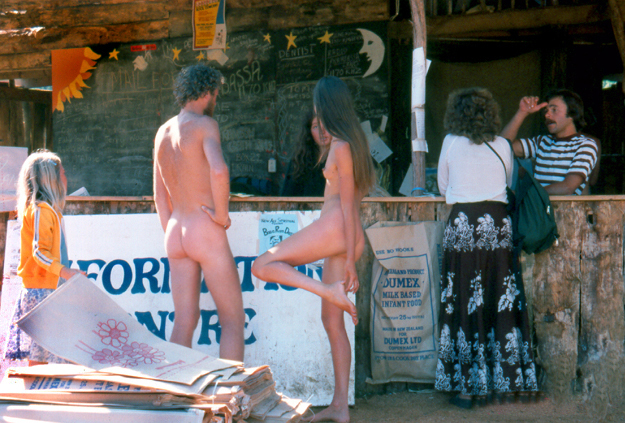
1981 年在Nambassa的裸体主义者夫妇

天然主义是指一种在私下和公开场合进行無關性活動的社会裸体的生活方式，以及倡导和捍卫这种生活方式的文化运动。两者也被称为“裸体主义”。自 1930 年代以来，自然主义组织就在新西兰存在。尽管社交裸体不是公共生活的日常特征，但在紐西兰文化的各种其他环境中都實行社交裸体。
1933 年在但尼丁有一場建立裸体俱乐部的尝试，卻没有成功，引起了神职人员、妇女团体和警察的敌意。 1938年初在但尼丁和奥克兰成功建立了裸体主义俱乐部（称为“阳光俱乐部”）；不久之后，奥克兰太阳集团因二战爆发而暫停。 
1953年，紐西兰的裸体主义者联盟在旺格努伊集會，举办了一个名为“集会”的节日，这變成一年一度的活动。 在 1957 年的集会上，在克赖斯特彻奇附近罗尔斯顿的坎特伯雷太阳和健康俱乐部举行，各個俱乐部會員同意籌组新西兰日光浴协会(New Zealand Sunbathing Association)，该协会于 1958 年 1 月 1 日正式成立。  1977年更名为新西兰自然主义者联合会(New Zealand Naturist Federation)。  

## 新西兰文化中的社交裸体

### 早期历史

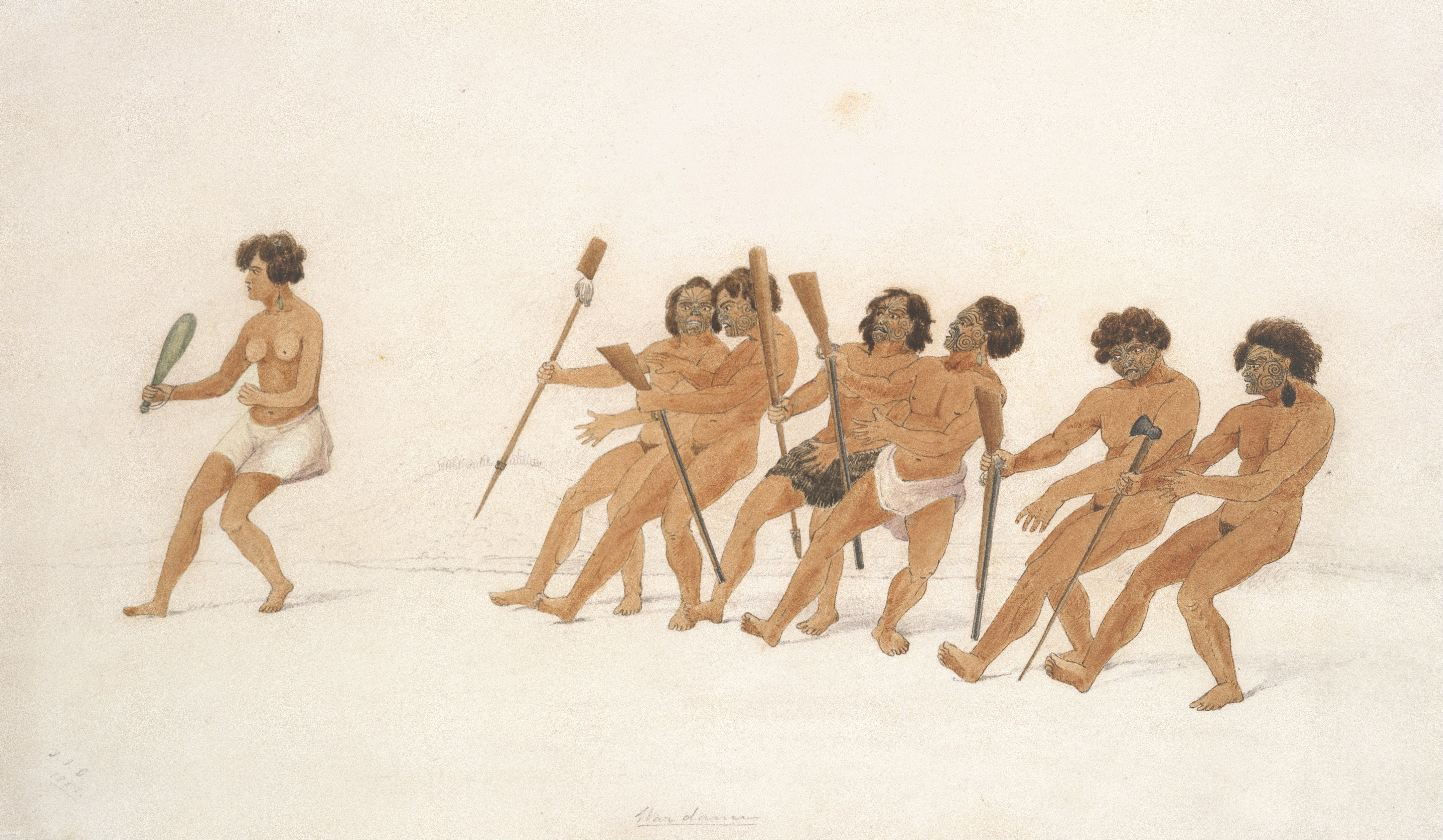
毛利男女表演haka(1857)

在欧洲人殖民之前，毛利人僅僅穿着编织的斗篷和苏格兰短裙，来抵擋天气變化和表明社会地位。然而，身體只有很小一部分需要基於得體的理由，而遮蓋起来。根据詹姆斯·库克船长和约瑟夫·班克斯在 1769-70 年造访新西兰时所提的报告，毛利人经常隨意光裸身子，僅僅繫上一条绳子的腰带，将他们的包皮封在龟头上，这是他們唯一不愿在社交场合露出的部分，  而毛利妇女使用小围裙或一束芳香植物材料覆盖整个阴部，当在男人面前被看見陰部时，她们会感到羞耻。   女性的乳房無關乎羞耻或得體與否，因此没有特地用来遮蓋乳房的衣服 – 妇女所穿着的彩色编织紧身胸衣（  )是殖民时代的发明，一直到 1950 年代才成为标准服装。 青春期前的儿童根本就不穿衣服。 